# Nescicroa poeciloptera
Nescicroa poeciloptera är en insektsart som först beskrevs av Rehn, J.A.G. 1904.  Nescicroa poeciloptera ingår i släktet Nescicroa och familjen Diapheromeridae. Inga underarter finns listade i Catalogue of Life.